# Barbara Stracey
Barbara Stracey (-Minshall), née le 6 novembre 1953 à Montréal, est une cavalière canadienne de dressage.

## Carrière
Elle est médaillée d'argent par équipe lors des Jeux panaméricains de 1975 à Mexico avec Christilot Hanson-Boylen et Lorraine Stubbs. Aux Jeux olympiques d'été de 1976, elle termine dix-huitième de l'épreuve individuelle de dressage et fait partie de l'équipe canadienne se classant à la cinquième position.